# Wenigerath
Wenigerath ist ein Dorf und Ortsbezirk der verbandsfreien Gemeinde Morbach im Landkreis Bernkastel-Wittlich von Rheinland-Pfalz. Das Straßendorf hat etwa 320 Einwohner (2019).

## Geographie
Wenigerath liegt oberhalb von Morbach im Hunsrück. Zum Ortsbezirk Wenigerath gehört auch der Wohnplatz Hegberger Hof.

## Geschichte
Wenigerath wird erstmals 1315 urkundlich erwähnt.
Das Linke Rheinufer wurde 1794 im ersten Koalitionskrieg von französischen Revolutionstruppen besetzt. Von 1798 bis 1814 war Wenigerath ein Teil der Französischen Republik (bis 1804) und anschließend des Napoleonischen Kaiserreichs, zugehörig dem Saardepartement, Arrondissement Birkenfeld, Kanton Rhaunen. Auf dem Wiener Kongress (1815) kam die Region an das Königreich Preußen, der Ort wurde 1816 dem Regierungsbezirk Trier, Kreis Bernkastel, Bürgermeisterei Morbach (ab 1927 Amt Morbach, ab 1968 Verbandsgemeinde Morbach) zugeordnet.
Nach dem Ersten Weltkrieg gehörte das Gebiet zum französischen Teil der Alliierten Rheinlandbesetzung. Nach dem Zweiten Weltkrieg wurde Wenigerath innerhalb der französischen Besatzungszone Teil des damals neu gebildeten Landes Rheinland-Pfalz.
Am 31. Dezember 1974 wurde aus der bis dahin eigenständige Ortsgemeinde Wenigerath mit zu diesem Zeitpunkt 230 Einwohnern und den anderen 18 Ortsgemeinden der Verbandsgemeinde Morbach die verbandsfreie Gemeinde Morbach (Einheitsgemeinde) gebildet.

## Politik

### Ortsbezirk
Wenigerath ist gemäß Hauptsatzung einer von 19 Ortsbezirken der Gemeinde Morbach. Er wird politisch von einem Ortsbeirat und einem Ortsvorsteher vertreten.
Der Ortsbeirat von Wenigerath besteht aus fünf Mitgliedern, die bei der Kommunalwahl am 9. Juni 2024 in einer Mehrheitswahl gewählt wurden, und dem ehrenamtlichen Ortsvorsteher als Vorsitzendem.
Thomas Jakobs wurde im Sommer 2009 Ortsvorsteher von Wenigerath. Bei der Direktwahl am 26. Mai 2019 wurde er mit einem Stimmenanteil von 75,16 % und am 9. Juni 2024 als einziger Bewerber mit 82,39 % jeweils für weitere fünf Jahre in seinem Amt bestätigt.
Die Vorgängerin von Jakobs, Hildegard Nauerth-Mettler, hatte das Amt von 1995 bis 2009 ausgeübt.

### Wappen
Das Wappen des Ortes zeigt in der oberen Hälfte ein rotes Balkenkreuz auf silbernem Grund. Darunter sind auf grünem Grund zwei silberne Rodehacken mit goldenen Stielen abgebildet. Wie auch bei zahlreichen anderen Orten in der Region verwiesen die Rodehacken auf Wenigerath als Rodungsgebiet und die entsprechende Endsilbe im Namen. Das Balkenkreuz ist das Wappen von Kurtrier.

## Kulturdenkmäler
- Wasserhochbehälter (Wenigerath)